# Pyrenula dermatodes
Pyrenula dermatodes är en lavart som först beskrevs av William Borrer, och fick sitt nu gällande namn av Schaer. Pyrenula dermatodes ingår i släktet Pyrenula och familjen Pyrenulaceae.   Inga underarter finns listade i Catalogue of Life.